# Lancaster (Lancashire)
Lancaster (em português Lencastre ou Lancastro, hoje em desuso) é uma cidade do condado de Lancashire, no noroeste da Inglaterra. É um centro comercial, cultural e educacional e tem uma população de 69.696 habitantes.
Faz parte da Cidade de Lancaster (City of Lancaster}, um distrito de governo local, que apresenta uma população de 133.914 pessoas e inclui outras cidades além de Lancaster, tais como Morecambe, Heysham e Carnforth.
Com sua história baseada no seu porto e canal, Lancaster é um assentamento antigo, dominado pelo Castelo de Lancaster. É também a casa da Universidade de Lancaster. Na cidade, viveu o monarca Henrique VII famoso nobre inglês que, ao se casar com Elisabeth de York, deu origem à Dinastia Tudor na Inglaterra.

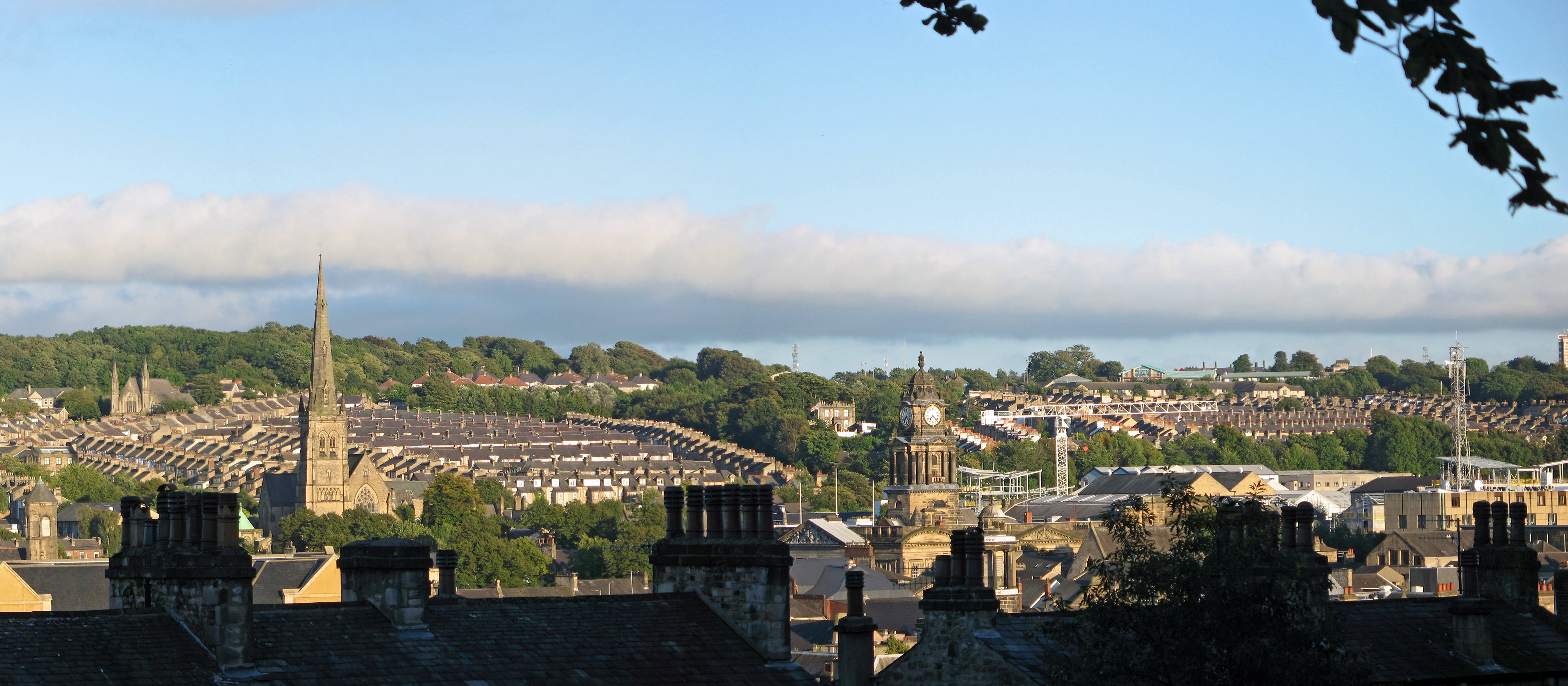
Vista de Lancaster